# Xinjiangovenator
Xinjiangovenator parvus
Genre
Espèce
Xinjiangovenator est un genre éteint de petits dinosaures théropodes coelurosauriens découvert dans la région autonome (République populaire de Chine) du Xinjiang en Chine. Il provient de la formation géologique de Lianmuqin datée du Crétacé inférieur (? Valanginien à Albien).

## Étymologie
Xinjiangovenator est composé du nom de la région autonome chinoise où le fossile a été trouvé, le Xinjiang et du mot latin « venator », « chasseur ». Le nom d'espèce parvus signifie « petit » en latin. L'ensemble du nom binominal donne le « petit chasseur du Xinjiang »

## Historique
En 2005, Oliver Rauhut et Xing Xu ont repris la description de fossiles découverts dans le Crétacé inférieur du Xinjiang dans le nord-ouest de la Chine dans les années 1970, et érigés en genres et espèces : 
- les vertèbres et le métacarpe I de Tugulusaurus faciles qu'ils considèrent comme un taxon valide de coelusaurien basal ;
- la dent isolée de Phaedrolosaurus ilikensis qu'ils déclassent en nomen dubium ;
- le membre postérieur partiel de Phaedrolosaurus ilikensis, qu'ils attribuent à un nouveau taxon de maniraptoriens, Xinjiangovenator parvus, sur la base de la présence d'un condyle fibulaire développé sur l'arrière du haut du tibia et d'un sillon longitudinal sur le côté antérieur du haut du péroné[1].

### Découverte
Les fossiles renommés Xinjiangovenator parvus ont été décrits par Dong Zhiming en 1973. L'holotype IVPP 4024-2 est constitué d'une partie partielle articulée de la patte arrière inférieure droite comprenant le tibia, trois morceaux de la fibula (péroné), du calcanéum et de l'astragale. Il a été initialement attribué au genre Phaedrolosaurus.

## Classification
La position phylogénétique de Xinjiangovenator, considérée par ses inventeurs comme un maniraptorien incertae sedis, probablement proche du genre Bagaraatan a été remise en cause en 2010 par J. N. Choiniere et al. qui le considèrent comme un coelusaurien basal.